# Jean-Edouard de Castella
Jean-Edouard (oder Jean-Edward) de Castella (* 21. November 1881 in Lilydale, Australien; † 26. Juli 1966 in Freiburg) war ein Schweizer Maler.

## Leben
Geboren in 1881 in Australien, ist Jean-Edouard de Castella mit seiner Familie in 1887 in die Schweiz gekommen. In 1901 studierte er an der Akademie der Bildenden Künste München, wo er Paul Klee kennengelernt hat. Dann besuchte er die Klasse von Ferdinand Hodler zusammen mit seiner Schwester Nathalie an das Technicum in Freiburg. Dort studierte er auch mit Raymond Buchs, Hiram Brülhart und Oswald Pilloud. 1903 ging er nach Paris und studierte an der Académie Julian.

## Auswahl
- Glasmalereifenster für die Kapelle Notre-Dame de Bourguillon (Freiburg in Ü.), 1918